# Achirus mazatlanus
Espèce
Statut de conservation UICN

 LC  : Préoccupation mineure
La sole de Mazatlan (Achirus mazatlanus) est une espèce de poissons pleuronectiformes (c'est-à-dire des poissons plats ayant des côtés dissemblables).

## Description
C'est une sole grise de forme sphérique plus tirée sur les bouts des nageoires dorsales et anales. Ses yeux sont très rapprochés, sa nageoire pectorale est toute petite mais sa nageoire caudale est en arc de cercle et assez tirée.